# Emo rap
Emo rap este un gen muzical ce fuzionează elemente de hip hop și emo.